# Contea di Morrow (Ohio)
La contea di Morrow ( in inglese Morrow County ) è una contea dello Stato dell'Ohio, negli Stati Uniti. La popolazione al censimento del 2000 era di 31 628 abitanti. Il capoluogo di contea è Mount Gilead.